# Francisco Javier Cruz
Francisco Javier Cruz Jiménez  (ur. 24 maja 1966 w Cedral w stanie San Luis Potosí) – były meksykański piłkarz występujący na pozycji napastnika.

## Kariera klubowa
Cruz zawodową karierę rozpoczynał w 1983 roku w klubie CF Monterrey. W 1986 roku zdobył z nim mistrzostwo Meksyku. W tym samym roku został królem strzelców Primera División z 15 bramkami na koncie. W Monterrey spędził pięć lat. W sumie zagrał tam w 117 meczach i strzelił 37 goli. W 1988 roku odszedł do hiszpańskiego CD Logroñés. W sezonie 1987/1988 zajął z nim 13. miejsce w lidze. W 1989 roku powrócił do CF Monterrey. W 1991 roku zdobył z nim Puchar Meksyku.
W 1992 roku Cruz został graczem zespołu Tigres UANL. W ciągu trzech lat rozegrał tam 48 spotkań i zdobył 9 bramek. W 1995 roku przeniósł się do Atlante. Spędził tam rok. W 1996 roku przeszedł do bułgarskiej drużyny CSKA Sofia. W 1997 roku zdobył z nią mistrzostwo Bułgarii oraz Puchar Bułgarii.
W 1997 roku Cruz wrócił również do Meksyku, gdzie podpisał kontrakt z Tigres UANL. Po roku trafił do amerykańskiego San Antonio Pumas. W 1999 roku grał dla meksykańskich CF Monterrey oraz Tigrillos de Saltillo, gdzie w tym samym roku zakończył karierę.

## Kariera reprezentacyjna
W reprezentacji Meksyku Cruz zadebiutował 27 kwietnia 1986 roku w wygranym 3:0 towarzyskim meczu z Kanadą. W tym samym roku został powołany do kadry narodowej na Mistrzostwa Świata. Zagrał na nich w pojedynkach z Belgią (2:1), Paragwajem (1:1), Irakiem (1:0), oraz RFN (0:0, 1:4 po rzutach karnych). Z tamtego turnieju Meksyk odpadł w ćwierćfinale. W latach 1986–1993 w drużynie narodowej Cruz rozegrał w sumie 18 spotkań i zdobył 2 bramki.